# الخضر البلاسي

تعديل مصدري - تعديل

تجمع الخضر البلاسي هو "تجمع بدوي" في  عزلة أحور بمديرية أحور التابعة لمحافظة أبين، بلغ تعداد سكانها 55 نسمة حسب تعداد اليمن لعام 2004.